# Gaze (cràter)
Gaze és un cràter d'impacte en el planeta Venus de 33,3 km de diàmetre. Porta el nom de Vera Gaze (1899-1954), astrònoma russa, i el seu nom va ser aprovat per la Unió Astronòmica Internacional el 1994.